# Bahnhof Albersweiler (Pfalz)
Der Bahnhof Albersweiler (Pfalz) – anfangs: Albersweiler-St. Johann – war der Bahnhof der rheinland-pfälzischen Ortsgemeinde Albersweiler. Er wurde mit Inbetriebnahme des Streckenabschnitts Landau–Annweiler am 12. September 1874 eröffnet. 1984 wurde er zugunsten eines ortsnahen Haltepunkts aufgegeben.

## Lage
Der Bahnhof Albersweiler befand sich auf der Gemarkung von Queichhambach – seit 1972 Stadtteil vom Annweiler am Trifels – auf Höhe des östlich des Kernortes befindlichen Weilers Neumühle. Unmittelbar nördlich fließt die Queich. Unmittelbar südlich der Neumühle verläuft außerdem die Bundesstraße 10. Östlich des früheren Bahnhofs liegt die Gemarkungsgrenze zur Ortsgemeinde Albersweiler.

## Geschichte
Im Zuge der Planungen der Strecke durch das Queichtal dienten in Bezug auf eine Bahnstation im Raum Albersweiler eine örtliche Zündholzfabrik, die nahen Granitsteinbrüche sowie das Ramberger Tal mit der dort ansässigen Bürstenindustrie als Argument. Eröffnet wurde der Bahnhof als Glied der Teilstrecke Landau (Pfalz)–Annweiler am Trifels am 12. September 1874. Neben Landau Westbahnhof, Godramstein und Siebeldingen-Birkweiler war der damalige Bahnhof Albersweiler-St. Johann einer von insgesamt vier Unterwegsbahnhöfen; der zweite Namensteil rührte von einer gleichnamigen, zu Albersweiler gehörenden weiter entfernten Siedlung. Anfang des 20. Jahrhunderts erhielt der Bahnhof wie alle in der Pfalz Bahnsteigsperren. Während dieser Zeit wurde der Bahnhof von der Betriebs- und Bauinspektion Landau verwaltet und war für die Dauer mehrerer Jahrzehnte Sitz einer Bahnmeisterei, deren Zuständigkeitsbereich sich von Godramstein bis nach Wilgartswiesen erstreckte. 1910 wurde der Bahnhof Albersweiler-St. Johann in Albersweiler i Pfalz umbenannt.
Nachdem Deutschland den Ersten Weltkrieg verloren hatte und das französische Militär einmarschiert war, wurde am 1. Dezember 1918 das pfälzische Streckennetz südlich von Maikammer-Kirrweiler für den Personenverkehr gesperrt, drei Tage später jedoch wieder freigegeben. In der Folgezeit wurde der Bahnhofsname in Albersweiler (Pfalz) abgeändert.
1922 wurde der Bahnhof der neu gegründeten Reichsbahndirektion Ludwigshafen zugeordnet. Ein Jahr später wurden die am Bahnhof beschäftigten Eisenbahner im Zuge des von Frankreich durchgeführten, bis 1924 dauernden Regiebetriebs ausgewiesen. Danach kehrten sie zurück. Im Zuge der schrittweisen Auflösung der Reichsbahndirektion Ludwigshafen wechselte der Bahnhof zum 1. Mai 1936 in den Zuständigkeitsbereich der Saarbrücker Direktion und des Betriebsamtes (RBA) Zweibrücken. Die Deutsche Bundesbahn gliederte den Bahnhof nach dem Zweiten Weltkrieg in die Bundesbahndirektion Mainz ein, der sie sämtliche Bahnstrecken innerhalb des neu geschaffenen Bundeslandes Rheinland-Pfalz zuteilte. 1971 gelangte die Station im Zuge der Auflösung der Mainzer Direktion in den Zuständigkeitsbereich ihres Karlsruher Pendants. Zur selben Zeit wurden die Bahnsteigsperren aufgehoben. Aufgrund geringer Siedlungsnähe wurde der Bahnhof 1984 aufgegeben und durch einen neuen Haltepunkt auf der Gemarkung der gleichnamigen Ortsgemeinde ersetzt.

## Bauwerke
Sämtliche Bahnhofsbauten wie Empfangs- und Nebengebäude sowie Güterschuppen existieren noch, haben für den Bahnbetrieb jedoch keine Bedeutung mehr.
Mit seiner Architektur stellt das Empfangsgebäude innerhalb der Pfalz eine Singularität dar. Es besteht aus einem Kopfbau mit drei Stockwerken und einem kurzen Längsbau. Einige Jahre nach der Streckeneröffnung erhielt es an der Bahnsteigseite ein Dach für Fahrgäste. In den 1930er Jahren wurde im Erdgeschoss ein Stellwerk eingerichtet. Das Nebengebäude am westlichen Bahnhofsteil fungierte als Güterabfertigung. Das Empfangsgebäude wurde zu einem Wohnhaus umgebaut; zeitgleich verschwanden die Anlagen des Stellwerks. Zur weiteren Ausstattung gehörte außerdem eine Signalbrücke am Westkopf des Bahnhofs.

## Verkehr

### Personenverkehr
Der Fahrplan von 1897 enthielt teilweise durchgehende Nahverkehrszüge von Zweibrücken bis Germersheim; hinzu kamen solche, die sich auf dem Abschnitt Landau–Zweibrücken beschränkten. Ein Jahrzehnt später verkehrten zwischen Landau und Zweibrücken fünf Nahverkehrszüge. 1914 fuhr an Sonn- und Feiertagen ein Zugpaar, das über die 1911 eröffnete Wieslauterbahn bis nach Bundenthal-Rumbach verkehrte. Der Fahrplan von 1944 wies zum Teil durchgehende Nahverkehrszüge von Karlsruhe über Landau und Zweibrücken bis nach Saarbrücken auf.
Der Bundenthaler wurde 1951 reaktiviert und verkehrte während dieser Zeit bereits ab Ludwigshafen. Bis Neustadt an der Weinstraße folgte er der Bahnstrecke Mannheim–Saarbrücken, um nach einem Richtungswechsel bis Landau die Maximiliansbahn und danach bis Hinterweidenthal die Bahnstrecke Landau–Rohrbach zu benutzen. Bis Hinterweidenthal fuhr er anschließend als Eilzug, zwischen Landau und Annweiler war Albersweiler der einzige Unterwegshalt. In den 1950er Jahren war die Bahnstrecke Landau–Zweibrücken samnt ihrer östlichen Fortsetzung nach Germersheim unter der Kursbuchnummer 280 verzeichnet. Dennoch musste in der Regel in Landau umgestiegen werden. Die durchgehenden Züge von Germersheim nach Zweibrücken hatten außerdem einen längeren Aufenthalt im Landauer Hauptbahnhof. 1965 war Albersweiler Unterwegshalt von Eilzügen der Relationen Landau–Rohrbach, Landau–Zweibrücken sowie Landau–Kaiserslautern; die restlichen Nahverkehrszüge fuhren in den Relationen Landau–Zweibrücken und Landau–Pirmasens Hauptbahnhof.

### Güterverkehr
Anfang des 20. Jahrhunderts bedienten Güterzüge der Relationen Kaiserslautern–Homburg–Landau–Germersheim und Saarbrücken–Landau–Germersheim den Bahnhof. Bis 1906 war ein nahe gelegener Granitsteinbruch ein bedeutender Güterkunde vor Ort. Am 30. Mai 1976 wurden sämtliche Bahnhöfe außerhalb von Eisenbahnknotenpunkten als eigenständige Gütertarifpunkte geschlossen, wovon auch der Bahnhof Albersweiler betroffen war. Fortan bedienten Übergabezüge den Bahnhof, der ab dieser Zeit als Satellit des Landauer Hauptbahnhofs fungierte. Zuletzt war er unter anderem für die im nahen Ramberg ansässige Spielwarenfabrik Theo Klein GmbH zuständig. Der Güterverkehr wurde 1984 mit der Auflassung des Bahnhofs komplett eingestellt.